# Malcolm Young
Malcolm Mitchell Young (f. Malcolm Mitchell Young, 6. januar 1953 – 18. november 2017) var en australsk musiker, som indtil 2014 fungerede som rytmeguitarist i bandet AC/DC og var sammen med sine brødre Angus Young og George Young med til at starte AC/DC.
Selvom hans bror Angus Young er mere fremtrædende på scenen, blev Malcolm beskrevet som hjernen bag AC/DC. Det siges, at det var Malcolm, der bestemte hvordan turneer skulle planlægges, om bandet skal tale med pressen e.l.

## Biografi

### Inden AC/DC
Malcolm Youngs forældre, Margaret og William, flyttede i 1963 til Sydney med børnene George, Margaret, Malcolm og Angus. Den sidste bror, Alex, blev boende i Storbritannien. Familien slog sig ned i forstaden Burwood.
Det første band Malcolm spillede i var "The Velvet Underground" fra Newcastle, New South Wales (ikke at forveksle med den amerikanske rockgruppe Velvet Underground). Dette band spillede covernumre af sange fra T. Rex og Rolling Stones.

### AC/DC
I November 1973 startede de to brødre, Malcolm og Angus, bandet AC/DC, og tog på nationale turneer med forsanger Dave Evans.
Da AC/DC i 1976 flyttede til Storbritannien, kom der virkelig gang i pladeindspilningerne og verdensturneer. Efter Bon Scotts tidlige død i 1980, udsendte bandet med Brian Johnson som ny forsanger deres bedst sælgende album, Back in Black.
Under AC/DC's turne i 1988 kunne Malcolm ikke deltage, da han forsøgte at slippe af med sine alkoholproblemer. I denne periode var det hans nevø, Stevie, der spillede andenguitar. Men da han lignede Malcolm så meget, var der nogle fans, der ikke lagde mærke til, at han var blevet skiftet ud.
Tidligt i karrieren blev Malcolm gift med sin kone O'Linda, og disse har haft en datter og en søn.

### Helbredsproblemer og død
I April 2014 blev Young alvorligt syg og var ikke i stand til at fortsætte med at spille. Den 16 April 2014 udgav AC/DC en bemærkning at "Young ville tage en pause fra bandet på grund af dårligt helbred". Dog sagde sangeren Brian Johnson på trods af tidligere rapporter: "Vi kommer helt sikkert sammen igen I Maj I Vancouver. Vi tager nogle guitarer og hvis nogle har nogle idéer, så optager vi det". I Juli afslørede Johnson at Young var på hospitalet og fik behandling af en uspecificeret sygdom og var udskiftet i løbet af Maj optagelserne af hans nevø, Stevie Young. Den 24 September 2014 annoncerede bandets ledelse at Young ikke ville replicere i bandet igen. Stevie Young blev ved med at udskifte Malcolm I bandets 2015 Rock or Bust World Tour.
Den 26 September 2014 The Sydney Morning Herald rapporterede at Young havde demens og var kommet på et plejehjem hvor han ville få fultids omsorg. Young familien sagde "Hvis du var i et rum med Young og gik ud, og kom tilbage et minut senere, ville han ikke huske hvem du var. Han har fuldstændigt tab af kortvarig hukommelse. Hans kone, Linda, har sat ham i fuldtids omsorg."
Young døde den 18 November i en alder af 64 i Lulworth House i Elizabeth Bay. Youngs ældre bror George Young døde nogle uger før, den 22. kktober 2017.

## Udstyr
Malcolm Young spillede på en Gretsch Jet Firebird model 1963 med diskant- og midt-pickupperne afmonteret og erstattet med plastikplader og senere sokker. Malcom Youngs foretrukne rørforstærkere er Marshall en original JTM45/100 fra 1966 og en sen Superbass 100 watt fra slutningen af 1960'erne eller begyndelsen af 1970'erne. Hver forstærker driver to
4×12" kabinetter.